# He Knew Women
He Knew Women è un film del 1930 diretto da Hugh Herbert con la collaborazione di Lynn Shores e interpretato da Alice Joyce e Lowell Sherman. Fu l'ultimo film per l'attrice che si ritirò dagli schermi poco dopo l'avvento del cinema sonoro.
Il film si basa sul lavoro teatrale The Second Man di S. N. Behrman; andata in scena con buon successo al Guild Theatre l'11 aprile 1927, la commedia aveva avuto come protagonista una delle stelle di Broadway, la famosa Lynn Fontanne.

## Trama
Geoffrey Clarke, poeta spiantato, intravede la soluzione che metterà fine ai suoi guai finanziari quando decide di sposare Alice Frayne, una ricca vedova. Geoffrey, però, è perseguitato dalla bella Monica Gray, follemente infatuata di lui. Per togliersela di torno, organizza per lei, nel proprio appartamento, una cena insieme ad Austin Lowe, un giovane - e benestante - farmacista innamorato di Monica. Dapprima la giovane tratta piuttosto male il suo corteggiatore, poi, però, scoprendo che Geoffrey ha un assegno dalla signora Frayne, per ripicca accetta di sposare Austin. Per cambiare presto idea: accusa Geoffrey di averla compromessa e chiede un matrimonio riparatore. La signora Frayne, allora, rompe il fidanzamento mentre Austin, per difendere l'onore di Monica, spara a Geoffrey. Il comportamento di Austin provoca un ripensamento in Monica: si accorge che in realtà lei è innamorata di Austin e abbandona ogni idea di correre ancora dietro a Geoffrey. Questi, salpato per l'Europa sullo stesso piroscafo dove è anche imbarcata Alice, si riconcilia con la sua vedova.

## Produzione
Il film, girato con il titolo di lavorazione Damaged, fu prodotto dalla RKO Radio Pictures,

## Distribuzione
Il copyright del film, richiesto dalla RKO Productions, Inc., fu registrato il 18 maggio 1930 con il numero LP1383.
Il film uscì nelle sale cinematografiche USA il 22 aprile 1930 dopo essere stato presentato in prima a New York il 18 aprile. L'8 settembre dello stesso anno, fu presentato a Londra dalla Ideal Films Ltd., mentre in Irlanda fu distribuito l'8 maggio 1931.
Copia della pellicola si trova conservata negli archivi della Library of Congress.